# Кушкова-Шевченко Лідія Степанівна
Лі́дія Степа́нівна Кушкова́-Шевченко (псевдонім — Лідія Кушкова́) (14 червня 1939, Чита — 2 жовтня 2020, Дніпро) — українська актриса та режисер, народна артистка України (1979), сценаристка, педагог. Депутат п'яти скликань Дніпропетровської обласної ради у 1970х рр. Державні нагороди і звання: орден «Знак пошани» (1971), Народна артистка Української РСР (1979), орден «Княгині Ольги» ІІІ ступ. (2009).
Дипломант за краще виконання жіночої ролі у виставах Всеукраїнського огляду  1974—1975 рр., присвячених військовій темі (роль Оленки у драмі «Голубі олені» О. Коломійця).  У 1981 році отримала диплом другого ступеня на конкурсі гумору в Києві (голова журі — Ю. Тимошенко («Тарапунька»). Дипломант Фестивалю драматичного мистецтва Фінляндії в СРСР (за виконання ролі Ловійси у виставі «Молода хазяйка Ніскавуорі», реж. — Гр. Богомаз-Бабій), Москва, 1981 рік.
Володар Гран-прі театрального фестивалю Придніпров'я «Січеславна»-2001 за авторську моновиставу «Кайдашиха» за повістю І.Нечуя-Левицького «Кайдашева сім'я».
Лауреат театральної премії НСТДУ ім. Марії Заньковецької (2005).  Лауреат міських премій ім. А.Хорошуна (1991) та З.Хрукалової (2013). «Орден  Святої великомучениці Варвари» ІІ ступ., 2014.
У 2001—2020 рр. — голова осередку Національної спілки театральних діячів Дніпропетровського національного академічного музично-драматичного театру ім. Т. Шевченка.
Нагороджена пам'ятною медаллю «За заслуги перед містом» (2009), «За особисті заслуги у розвитку місцевого самоврядування» (2009), відзнакою Дніпропетровської облдержадміністрації — нагрудним знаком «За розвиток регіону» у 2009 та 2014 рр., «За вагомий внесок у розвиток Дніпропетровської області» (2012), «Почесна відзнака Дніпропетровської облради» (2014), а також багатьма грамотами і відзнаками Міністерства культури України. Джерело: наявні орденські книжки та ін. посвідчення.

## Життєпис
Народилася в українській родині військовослужбовця Cтепана Кушкового та Зубенко Варвари. Майже все дитинство і юність пройшли на батьківщині батьків — у с. Макіївка Смілянського району Черкаської області. 1962 року закінчила Київський інститут театрального мистецтва, курс видатного майстра, народного артиста України, професора Мар'яна Крушельницького.
У 1962—1990 рр. і 1998—2020 рр. — актриса Дніпропетровського національного музично-драматичного театру ім. Т.Шевченка. В 1990—1993 роках — головний режисер та актриса Дніпропетровського телерадіомовного об'єднання театру-студії «Воля» — створеного разом з Валерієм Ковтуненком, в 1993—1997 — головний режисер Дніпропетровського театру юного глядача, з 1998 по 2020 рр. — актриса та режисер-постановник Дніпровського національного академічного українського музично-драматичного театру імені Тараса Шевченка. Лідія Кушкова  — артистка широкого діапазону. ЇЇ індивідуальність вирізнялася яскравою емоційністю, органікою, мистецтвом перевтілення, глибоким знанням українського побуту і культури. Драматичні і комедійні образи, створені актрисою, сповнені любов'ю до України, магічною привабливістю, динамічним розвитком, безпосередністю, соковитим гумором.
1987 року випустила курс акторів у Дніпропетровському театральному училищі (разом із Гр. Богомазом-Бабієм). Там же викладала сценічну мову майбутнім артистам (випуск 1991 року). Багато учнів Кушкової стали відомими митцями, отримали державні почесні звання.
Лідія Кушкова, знана в Україні і за її межами, 60 років самовіддано працювала на сцені українського театру, талановито створюючи яскраві самобутні жіночі образи, наділені глибоким ліризмом і психологізмом. Була справжнім патріотом своєї держави. Ії постановки були сповнені любов'ю до рідної мови, культури, національних традицій. Критики  високо цінили її роботи у періодичних виданнях «Український театр», «Советская культура», «Культура і життя» та, звичайно, у ЗМІ Дніпропетровської області. Протягом десятиліть була частим гостем телепередач на Дніпропетровському обласному телебаченні, знятих В.Десятериком, Ф.Сухонісом, В.Амутних, а також відомим київським театрозанвцем, професором Василем Неволовим.
Разом із другим чоловіком народним артистом України Ковтуненком В. І. створила театр-студію «Воля» (1990), що відкрився виставою «Маруся Чурай». Це була одна з перших в Україні інсценізацій роману у піснях видатної сучасної поетеси Ліни Костенко.  У 1991 запрошена на посаду головного режисера творчого об'єднання «Воля» при Дніпропетровській державній телерадіокомпанії. Більше десяти телефільмів і телепередач (автор сценарію, режисер і актриса) були показані на Першому каналі українського телебачення (УТ-1) і отримали позитивну оцінку глядачів і критиків. Серед них: «Одержима», «Йогана жінка Хусова», «На полі крові» Л.Українки;  «Що записано в книгу життя» М.Коцюбинського, «Фермерські пригоди» (за п'єсою М.Фора «Біс вселився»). Телепередачі: «Червона калина, чого в лузі гнешся…» (Про життя і творчість І.Франка), «Я маю в серці те, що не вмирає…» (За творами Лесі Українки), "Мова персонажів у комедії Г.Квітки-Основ'яненка «Шельменко-денщик», «Поета душа невмируща» (за творами Т.Шевченка), «Лебеді материнства»(за творами В.Симоненка) та ін..
З 1993 по 1997 — головний режисер Дніпропетровського театру юного глядача, в якому здійснила постановку семи вистав, більшість з яких — українська класика.
Із 1998  до 2020-го — режисер і артистка  Дніпровського національного академічного українського музично-драматичного театру ім. Т.Шевченка. На сцені театру ім. Т.Шевченка багато років поспіль йдуть вистави, поставлені Лідією Кушковою: «Наталка-Полтавка» І.Котляревського, «Назар Стодоля» Т.Шевченка, «Лісова пісня» Л. Українки, «Майська ніч» за Гоголем, «Тітонька Чарлі» Б.Томаса, «Сільва» І.Кальмана, авторські «Бал» і казка «Коза-дереза», багато з яких були показані на сценах театрів багатьох міст України, в тому числі Києва і Харкова, Одеси, Полтави, тощо. Схвальні рецензії на вистави «Назар Стодоля», «Лісова пісня» виходили на сторінках столичної преси.
Лідія Степанівна — прекрасний читець   літературних творів. У сімдесятих роках за участь у конкурсах, присвячених Тарасу Шевченку (м. Дніпропетровськ) та Івану Франку (м. Львів), була нагороджена  творчими відрядженнями до міст Москви та Ленінграда (Петербурга). У 1981 році отримала диплом другого ступеня на конкурсі гумору в Києві. У 1998 році стала лауреатом  фестивалю «Ялтинська осінь», присвяченого творчості Лесі Українки. Лауреат престижного всеукраїнського  конкурсу  «Сучасна українська драматургія»-2000р, (м. Біла Церква). Лауреат Всеукраїнського фестивалю гумору «Вишневі усмішки»—2001, м. Київ.
Того ж року здійснила постановку драми «Назар Стодоля» Т.Шевченка, з якою театр гастролював у Києві на сцені музично-драматичного театру ім. І.Франка. На виставі був присутній Президент України.
У 2001 році отримала ґран-прі щорічного регіонального театрального фестивалю «Січеславна» за авторську моновиставу «Кайдашиха» за повістю І.Нечуя-Левицького «Кайдашева сім'я». Це була чи не перша інсценівка повісті на українській сцені. Оперета «Сільва» І.Кальмана в постановці Лідії Степанівни визнана кращою музичною виставою («Січеславна»-2008). «Кайдашева сім'я» за І.Нечуєм-Левицьким (диплом «Кращий акторський ансамбль» на фестивалі Придніпров'я «Січеславна -2012»).
2004 року історична драма «Запороги» за твором Віктора Веретенникова була показана на сцені Київського національного драматичного театру ім. І.Франка, на якій були присутні відомі політики та державні діячі. Там же вистава була відзнята як телефільм.
У 2005 році відбулась прем'єра оперети «Аршин мал алан» У. Гаджибекова у постановці Лідії Кушкової, створена за сприянням відділення Ліги азербайджанців України. На спектаклі був присутній посол Азербайджанської республіки в Україні Талят Алієв. Вистава, присвячена 120-й річниці з дня народження композитора Узеїра Гаджибекова, мала великий успіх у глядачів. Уривки з неї і сьогодні часто замовляють азербайджанці на свої національні свята.
У 2006 році написала і здійснила постановку вистави-концерту «Бал», присвяченої життю і творчості молодого Т.Шевченка. У 2008 р. казка «Коза-Дереза» написана і поставлена Л.Кушковою, нагороджена дипломом управління культури та мистецтв міської ради, а 2013 року стала переможецем фестивалю української казки «Чиста криниця» в номінаціях «найкращий автор» і «найкраща драматична вистава» за п'єсу «Коза-Дереза» (м. Дніпропетровськ).
2010 року здійснила постановку казки «Лускунчик» за Е. Т.А Гофманом та інсценізувала повість М.Гоголя «Майська ніч або утоплена»  (муз. М.Лисенка і нар. пісні). Згодом побачили світ такі вистави, що мають успіх у глядачів і сьгодні: музична комедія «Тітонька Чарлі» О.Фельцмана, «Шельменко-денщик» Г.Квітки-Основ'яненка, «Кайдашева сім'я» за І.Нечуєм-Левицьким, французька комедія «Милі дітки» Ф.Кампо, казки «Пеппі Довгапанчоха» А.Ліндгрен та авторська казка у віршах "Пан Коцький.
У листопаді 2013 року до 95-річчя з дня створення театру ім. Т.Шевченка здійснила постановку історичної драми сучасника В.Веретенникова «Шалене кохання гетьмана», в якій блискуче зіграла роль Софії, дружини Б.Хмельницького.
У 2015 році  вистави Кушкової "Майська ніч « та „Коза-Дереза“ були представлені у Чехії та Польщі, а у 2019 році їх захоплено сприйняли і канадські глядачі.
За мотивами книги Марії Матіос „Вирвані сторінки з автобіографії“ режисер Лідія Кушкова поставила сповідь на одну дію — „За надмірну любов“ у виконанні засл. працівника культури України Марії Проценко, а також — моновиставу „Маруся Чурай“ Ліни Костенко на сцені Кам'янського академічного театру ім. Л. Українки. 2019 року „Суд і сповідь“ за цим же твором  в іншому рішенні   глядач побачив постановку Лідії Кушкової і на сцені Дніпровського національного українського музично-драматичного театру ім. Т.Шевченка.
Режисерську роботу Лідія Кушкова поєднувала з акторською, створивши і в XXІ столітті галерею яскравих, самобутніх, органічних, неординарних образів, наприклад: простодушна Варя Волкова в комедії „Конкурс“ Галіна, кмітлива Жозефіна в історичній комедії „Наполеон і Корсиканка“ Губача, сталева Єлизавета в історичній драмі „Королева Марія Стюарт“ за Шиллером, віддана чоловіку Дорида („Діоген“) Рацера і Константинова, елегантна графиня Цецилія в опереті „Маріца“ Кальмана, обмежена Фена Степанівна в „Шельменко-денщик“ Квітки-Онсов'яненка, складна Марія Кайдашиха в класиці „Кайдашева сім'я“ за І.Нечуєм-Левицьким та ін.
Символічно, що останньою роллю в доробку актриси, кількість яких сягнула далеко за сотню, стала роль мудрої та непохитної Бабусі Еухенії у відомій драмі „Дерева вмирають стоячи“ А.Касони.
Останньою режисерською роботою було суджено стати казці „Про що нашептала зірка“ („Подарунки Святого Миколая“ Воробйової, вірші Кушкової), до Дня Святого Миколая, в якій звучить ідея творіння добра… щиро, без будь-якої користі. Цю ідею і сповідувала Лідія Степанівна, проживши, по суті, життя праведниці.
Знакові ролі актриси в Дніпровському національному музично-драматичному театрі ім. Т.Шевченка (1962—1990 рр):
- Анка — „Розсудіть нас, люди“ Олександра Андреєва
- Галя — „Циганка Аза“ М. Старицького
- Марійка — „Солдатська вдова“ Миколи Анкілова
- Харитина — „Не стріляйте в білих лебедів“ за Б. Васильєвим
- Наталка — „Горлиця“ О.Коломійця» (республіканська премія за роль, ІІ місце, 1974)
- Марат Казей («Марат Казей» В.Зуба)
- Наталя — «Лимерівна» Панаса Мирного
- Німкеня — «Вотанів меч» Кавалерідзе
- Рая — «Пам'ять серця» О.Корнійчука
- Ольга Панченко — «Кафедра» В. Врублевської
- Ловійса — «Молода хазяйка Ніскавуорі» Х. Вуолійокі (II місце за кращу жіночу роль на фестивалі заруб. драматургії СРСР)
- Феся — «Циганка Аза» М. Старицького
- Люба Габай — «Я відповідаю за все» Ю. Германа
- Пілар — «Перепочинок в Арко Іріс» Д. Димова
- Оксана — «Марина» М. Зарудного — за Т. Шевченком
- Одарка — «Сватання на Гончарівці» Г. Квітки-Основ'яненка
- Джоан — «У пущі» Лесі Українки,
- Вона  — «Лавка» Гельмана О.Гельмана
- Інесса — «З коханням не жартують» П. Кальдерона,
- Мотря, Аграфена Семенівна і Фенна Степанівна — «Шельменко-денщик» Г. Квітки-Основ'яненка,
- Настка — «У неділю рано зілля копала» за О. Кобилянською, Оленка,
- Оленка — «Голубі олені» О. Коломійця (республіканська премія за роль,1975)
- Орися — «Незакінчений роман» за романом «Вир» Гр. Тютюнника
- Віра Кузькіна  — «Енергійні люди» В.Шукшина
- Фрося — «Піч на колесі» Н.Семенової
- Гітель — «Двоє на гойдалці» У. Гібсона
- Перша леді — «Міс Америка» В. Канівця
- Гурмижська — «Ліс» О. Островського,
- Кайдашиха — «Кайдашева сім'я» І. Нечуя-Левицького (і автор моновистави)
- Варя Волкова — «Конкурс» О.Галіна
- Памела — «Дорога Памела» Дж. Патрика
- Катерина II — «Фаворит» за В. Пікулем
- Надя — «Бульварний роман» Ю.Едліса
- Доля — «Лісова пісня» Л.Українки
- Княгиня Рєпніна — «Бал», вистава-концерт Л.Кушкової
- Баба — «Коза-Дереза» Л.Кушкової
- Дорида — «Діоген», Б.Рацера, В.Константинова
- Жозефіна — «Наполеон і корсиканка» І. Губача
- Єлизавета — «Королева Марія Стюарт»  за Ф. Шиллером
- Графиня Цецилія — «Маріца» І.Кальмана
- Бабуся Еухенія — «Дерева вмирають стоячи» А.Касони (остання роль актриси)

Ролі в телевізійних фільмах :
- 1962  «Вулиця Ладичука», м. Херсон, роль партизанки Тамари. Херсонське обласне телебачення
- 1991 — «Одержима» Л.Українки, реж.-постановник і роль Міріам.
- 1992 — «Йоганна, жінка Хусова» Л.Українки, реж.-постановник і роль Йоганни.
- 1993  — «Фермерські пригоди» М.Фора, реж.-постановник і роль Марі.

Режисерські роботи
Дніпропетровський ТЮГ: 1."Сто тисяч" І. Карпенка-Карого, 1993. 2."Гидке каченя" Г.-Х. Андерсона, 1993. 3."Москаль-чарівник" І. Котляревського, 1994. 4."Маленький принц" Антуана де Сент-Екзюпері, 5. «Чорна пантера та Білий Ведмідь» В. Винниченка, 1994. 6."Пригоди Гекльберрі Фінна" М. Твена,1995. 7."Принцеса на горошині" Г.-Х. Андерсена, 1996.
Дніпропетровський театр «ВОЛЯ» при Дніпропетровському обласному телебаченні. Телефільми і передачі:
1."Маруся Чурай" Л. Костенко, 1989
2.«Одержима» Л. Українки, 1991
3.«На полі крові» Л. Українки, 1992
4."Стогін" за поезією Павла Грабовського, 1991
5."Йоганна, жінка Хусова" Л. Українки, 1992
6. «Мова персонажів у п'єсі „Шельменко-денщик“ Г. Квітки-Основ'яненка», 1992, передача
7."Фермерські пригоди" («Біс вселився») Ф. Мора, 1993
8."Що записано у книгу життя" за М.Коцюбинським, 1993
9."Червона калина, чого в лузі гнешся…" (телефільм про життя і творчість І.Франка"), 1991 р.
10. «Лебеді материнства» (за віршами В.Симоненка), 1993 р.
11. «Музей-садиба Івана Котляревського», 1992 р., документальний фільм
Дніпровський національний академічний український музично-драматичний театр ім. Т. Шевченка:
- «Без вини винні» М.Островського, 1996
- «Наталка Полтавка» І.Котляревського, 1997
- «Шлюб за оголошенням», В.Канівця, 1998
- «Мірандоліна» («Господиня готелю») К. Гольдоні, 1999
- «Бульварний роман» Ю.Едліса, 2000
- «Кайдашиха», 2000 (моновистава за твором «Кайдашева сім'я» І.Нечуя-Левицького. Гран-прі «Січеславна -2001»)
- «Назар Стодоля» Т. Шевченка, 2001
- «Конкурс» О.Галіна, 2002
- «Операція „Мільйончик“» В. Селезньова, 2002
- «Пристрасті за Торчаловим» М.Воронова, 2003
- «Лісова пісня» Л.Українки, 2003
- «Запороги» В.Веретенникова, 2004
- «Аршин мал Алан» У. Гаджибекова, 2005
- «Бал» (вистава-концерт) Л. Кушкової про молодого Т.Шевченка, 2006
- «Все добре, що кінчається гаразд» В. Шекспіра, 2006
- «Сільва» І.Кальмана, 2007
- «Новорічний єралаш» В. Шарика/переклад В. Шевченка, 2007
- «Коза-дереза» Л.Кушкової, 2008
- «Лускунчик» Е. Т. А. Гофмана/інсценізація В.Шевченка, 2009
- «Майська ніч» за М. Гоголем/інсценізація Л.Кушкової, 2010
- «Тітонька Чарлі» за Б. Томасом, 2011
- «Шельменко-денщик» Г. Квітки-Основ'яненка, 2011
- «Кайдашева сім'я» за І. Нечуєм-Левицьким/інсценізація Л.Кушкової, 2012
- «Милі дітки» Ф. Кампо/переклад В.Дроздовського, 2013
- «Шалене кохання гетьмана» В. Веретенникова, 2013
- «Я бачив дивний сон», вистава-концерт за І. Франком, 2014
- «Пеппі Довгапанчоха» за А. Ліндгрен, 2014
- «Я вам цей борг ніколи не залишу» за Л. Костенко, 2015
- «Доки сонце зійде, роса очі виїсть» М. Кропивницького, 2015
- «Пан Коцький» Л.Кушкової, 2016
- «Дерева вмирають стоячи» А. Касони, 2017
- «Сто тисяч» І. Карпенка-Карого, 2017
- «За надмірну любов», М. Матіос, М. Проценко, 2018
- «Суд і сповідь» («Маруся Чурай») за Л.Костенко, 2019
- «Сватання на Гончарівці», 2019
- «Про що нашептала зірка» («Подарунки Святого Миколая» В. Воробйової), 2019

Померла 2 жовтня 2020 року від COVID-19. Тому й поховона у м. Дніпро на кладовищі Діївка-2, 51 дільниця, 18-й ряд, перше місце, а не там, де мала б бути — на центральному кладовищі, на алеї слави.